# The Butcher Boy
The Butcher Boy är en irländsk/amerikansk film från 1997. Den är baserad på Patrick McCabes roman The Butcher Boy från 1992.

## Rollista (i urval)
- Eamonn Owens - Francie Brady
- Sean McGinley - Sergeant
- Peter Gowen - Leddy
- Alan Boyle - Joe Purcell
- Andrew Fullerton - Phillip Nugent
- Fiona Shaw - Mrs. Nugent
- Aisling O'Sullivan - Ma Brady
- Stephen Rea - Da Brady